# 涅墨西斯

《涅墨西斯》由阿尔弗雷德·雷特尔于1837年所绘的油画。复仇女神总是手擎火炬、鞭子和长矛，有时她们还会带翼出现。

涅墨西斯（希臘語：Νέμεσις，义为“義憤”，“报应”）是希腊神话中被人格化的冷酷无情的报应女神，亦稱為拉姆諾斯的女神（Rhamnousia/Rhamnusia），其神殿位於馬拉松以北的拉姆諾斯。神话中的涅墨西斯会对在神祇座前妄自尊大的人施以天谴。她又名阿德剌斯忒亚，意为“无法逃避的人”。神名Nemesis与希腊语[némein]有关，意为“予其应得之物”。

## 人物背景
天谴是希腊化时代世界觀之中的一個重要主題，它为索福克勒斯的希腊悲劇及其他許多文學作品提供了統一主題。赫西俄德将其描述為“並且，致人死命的倪克斯生下的涅墨西斯，成為對受制於死亡之凡人的折磨。”（摘自《神谱》223）在史詩《库普利亚》的片段中，涅墨西斯以更為具體的形式出現。
涅墨西斯代表无情的正义：正如宙斯在奥林波斯山上筹划的那般的正义。虽然涅墨西斯先于宙斯出现，然而她的形象与其他几位女神类似，诸如库柏勒、瑞亚、得墨忒耳和阿尔忒弥斯。

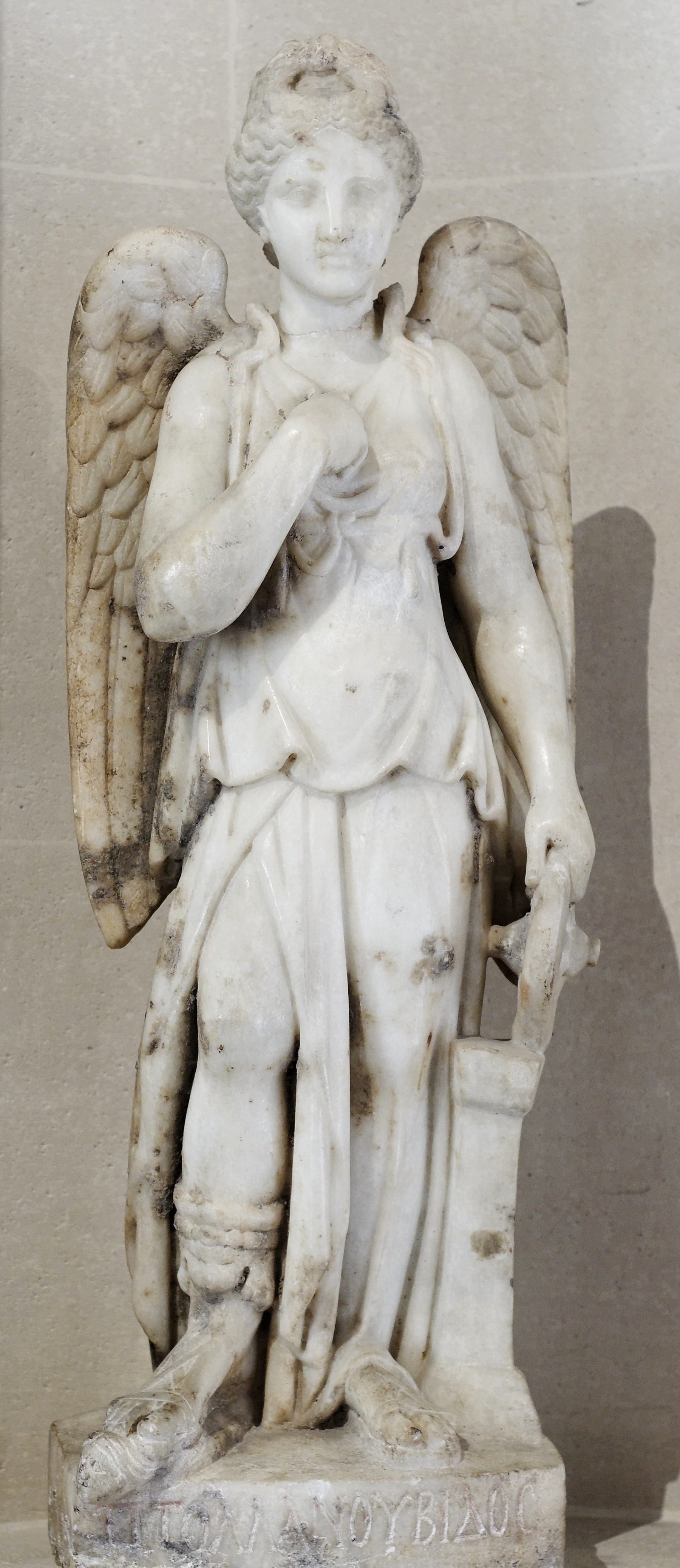
涅墨西斯，取自埃及的罗马大理石，公元2世纪（卢浮宫）

作为拉姆诺斯的女神，涅墨西斯深受敬仰，她的圣殿位于阿提卡东北方的拉姆诺斯的僻静之处。她是河神俄刻阿诺斯之女，其父管理着希腊神话中环绕整个大地的世界洋。据保萨尼亚斯记述，这里存有一座涅墨西斯的神像。神像由菲狄亚斯于马拉松战役（公元前490年）后雕塑完成，刻有一群雄鹿和小尼刻，神像原料取自帕罗斯岛的一块大理石，并由波斯人运达此地，波斯人原本盘算在他们胜利后再雕塑一座纪念碑。

## 出身
涅墨西斯被描述为河神俄刻阿诺斯又或者是宙斯的女儿，但根据古希腊诗人赫西俄德的说法，她则是厄瑞玻斯和倪克斯的孩子。也有说法称是倪克斯独自诞下的涅墨西斯。对涅墨西斯的礼拜可能起源自士麦那。
一些玄学神话（Metaphysical Mythology）称从涅墨西斯诞下的蛋中孵化出了两对双胞胎，分别是海伦与克吕泰涅斯特拉、以及狄俄斯库里兄弟（卡斯托耳和波鲁克斯）。然而许多神话指出宙斯和勒达才是海伦的父母，《书库》（Bibliotheca）则记录了涅墨西斯是海伦母亲的可能性。为逃避宙斯，涅墨西斯化作一只鹅，而宙斯化作天鹅与她相会。涅墨西斯以鹅的形态诞下一枚蛋，一些牧民在树丛中发现了这枚蛋，将之交予勒达。勒达将蛋置于盒子中孵化，视其如亲生般养育。

## 所行所为
涅墨西斯虽然是一位受人尊敬的女神，但她也曾给诸如厄科和那耳喀索斯这样的凡人带去很多伤痛。
那耳喀索斯生是一位于希腊的Thespiae城与维奥蒂亚州卻對自己的容貌很自戀的少年，他对所有前来向自己求爱的女性都无动于衷。被那耳喀索斯所拒絕而受到傷害的女人們紛紛請求復仇女神涅墨西斯懲罰納西瑟斯。有一次，那耳喀索斯打猎归来被涅墨西斯引至一处水池。在池水中他看见自己俊美的脸，于是爱上自己的倒影，无法从池塘边离开终于憔悴而死。涅墨西斯认为不应有人占有过多的好运而高傲自大，因此她常去诅咒那些有福而高傲的人。

## 外部連結
维基共享资源上的相關多媒體資源：涅墨西斯